# Hernán Crespo
Hernán Crespo   (Florida, 5 de juliol de 1975) és un futbolista argentí ja retirat que jugava en la posició de davanter centre. Una vegada retirat va entrenar els juvenils del Parma i al Modena FC.